# Hungarian International 1987
Die Hungarian International 1987 fand vom 23. bis zum 25. Oktober 1987 in Budapest statt. Es war die 12. Auflage dieser internationalen Meisterschaften im Badminton von Ungarn. Dies war das zweite EBU Circuit-Turnier 1987/88.

## Sieger und Platzierte
| Disziplin    | Gold                            | Silber                        | Bronze                           |
| ------------ | ------------------------------- | ----------------------------- | -------------------------------- |
| Herreneinzel | Klaus Fischer                   | Heinz Fischer                 | Gábor Petrovits                  |
| Herreneinzel | Klaus Fischer                   | Heinz Fischer                 | Tariq Farooq                     |
| Dameneinzel  | Bożena Siemieniec               | Bożena Haracz                 | Monika Cassens                   |
| Dameneinzel  | Bożena Siemieniec               | Bożena Haracz                 | Andrea Papp                      |
| Herrendoppel | Jerzy Dołhan Grzegorz Olchowik  | Klaus Fischer Heinz Fischer   | Thomas Mundt Kai Abraham         |
| Herrendoppel | Jerzy Dołhan Grzegorz Olchowik  | Klaus Fischer Heinz Fischer   | Andrew Spencer Barry Burns       |
| Damendoppel  | Bożena Haracz Bożena Siemieniec | Sarah Doody Caroline Watson   | Monika Cassens Petra Michalowsky |
| Damendoppel  | Bożena Haracz Bożena Siemieniec | Sarah Doody Caroline Watson   | Andrea Papp Márta Dovalovszki    |
| Mixed        | Jerzy Dołhan Bożena Haracz      | Kai Abraham Petra Michalowsky | Thomas Mundt Monika Cassens      |
| Mixed        | Jerzy Dołhan Bożena Haracz      | Kai Abraham Petra Michalowsky | Attila Nagy Márta Dovalovszki    |

## Finalergebnisse
| Disziplin    | Sieger                          | Finalist                      | Ergebnis     |
| ------------ | ------------------------------- | ----------------------------- | ------------ |
| Herreneinzel | Klaus Fischer                   | Heinz Fischer                 | 18–15, 18–13 |
| Dameneinzel  | Bożena Siemieniec               | Bożena Haracz                 | 11–7, 11–7   |
| Herrendoppel | Jerzy Dołhan Grzegorz Olchowik  | Klaus Fischer Heinz Fischer   | 15–10, 15–1  |
| Damendoppel  | Bożena Haracz Bożena Siemieniec | Sarah Doody Caroline Watson   | 15–9, 15–7   |
| Mixed        | Jerzy Dołhan Bożena Haracz      | Kai Abraham Petra Michalowsky | 15–10, 15–8  |